# Bibim guksu
El bibim guksu, guksu bibim o goldong myeon es un plato frío hecho con fideos de harina de trigo muy finos llamados somyeon y condimentos añadidos, y uno de los platos tradicionales de fideos más populares en la gastronomía de Corea. Todas las variantes de su nombre significan literalmente ‘fideos revueltos’ o ‘fideos mezclados’. Este plato es especialmente popular en verano.
Hay muchos tipos de platos de fideos fríos en Corea, incluyendo uno hecho con caldo de ternera frío. Sin embargo, los fideos fríos especiados han sido históricamente apreciados por la gente aficionada al picante en Corea y reconocidos internacionalmente. Lo que hace este plato tan distinto de otros de culturas diferentes es el fuerte sabor a especias producido por la combinación de pimentón picante, gochujang y ajo picado, junto con el sabor agridulce creado por el vinagre y el azúcar. La mayoría de los fideos fríos especiados se preparan con un toque ligero de aceite de sésamo para mejorar la riqueza de su sabor.
Los condimentos añadidos encima y alrededor de los fideos especiados incluyen típicamente huevos duros, daikon encurtido, tiras de gim seco, pepino en juliana y a veces pera china o tomate troceado.